# Bogenstirn-Zitterrochen
Der Bogenstirn-Zitterrochen (Torpedo panthera), auch Bogenstirn-Torpedorochen genannt, ist ein Rochen aus der Gattung Torpedo in der Familie der Zitterrochen (Torpedinidae).

## Äußere Merkmale
Der scheibenförmige Körper der Tiere hat im ausgewachsenen Zustand eine Länge von ca. 1 m und ist an der Oberseite gelb-braun gepunktet. Die Unterseite ist einheitlich weißlich. Der Schwanz ist robust und kräftig. Er verfügt über keine Stacheln und seine Länge beträgt etwa 2/3 der Körperlänge.

## Verbreitung
Bogenstirn-Zitterrochen leben im Roten Meer und im westlichen Teil des Indischen Ozeans.

## Lebensraum
Die tagaktiven Tiere halten sich vorwiegend in Korallenriffen auf. Dort bevorzugen sie das Riffdach und die Sandböden in der Nähe des Riffabhangs. Die Fische tauchen je nach Quelle in Wassertiefen von bis zu 110 oder 350 m.

## Ernährung
Bogenstirn-Zitterrochen ernähren sich von kleinen Krustentieren, kleinen Fischen und Würmern. Diese können sie mit Stromschlägen von 100 bis 200 Volt Stärke betäuben. Um solche Stromschläge zu erzeugen, besitzen die Tiere spezielle Organe, die Elektroplaxe, welche aus modifizierten Muskelstrukturen bestehen. Diese Organe befinden sich an den Seiten des Körpers.

## Verhalten gegenüber Menschen
Die Rochen sind Menschen gegenüber nicht aggressiv. Die Stromschläge sind jedoch potentiell lebensgefährlich, da sie Bewusstlosigkeit auslösen können. Eine solche Bewusstlosigkeit kann im Wasser sehr schnell fatale Folgen haben. Es sind jedoch keine solchen Fälle bekannt. Die Folgen eines Stromschlages werden von Tauchern als vergleichbar mit einem kräftigen Faustschlag beschrieben.